# Zonia
Zonia este un gen de fluturi din familia Hesperiidae. Conține o singură specie, Zonia Zonia.